# Hojanovice
Hojanovice (en allemand : Hojanowitz) est une commune du district de Pelhřimov, dans la région de Vysočina, en République tchèque. Sa population s'élevait à 103 habitants en 2020.

## Géographie
Hojanovice est baignée par le réservoir de Švihov, une retenue formée par le barrage de Nesměřice sur la Želivka, un affluent de la Sázava.
Le village de Hojanovice se trouve à 9,2 km au nord-ouest de Humpolec, à 19 km au nord de Pelhřimov, à 32,5 km au nord-ouest de Jihlava à 81 km au sud-est de Prague.
La commune est limitée par Horní Paseka au nord, par Kaliště à l'est, par Koberovice au sud et par Vojslavice et Ježov à l'ouest.

## Histoire
La première mention écrite de la localité date de 1318.

## Transports
Par la route, Hojanovice se trouve à 11 km de Humpolec, à 24 km de Pelhřimov, à 42 km de Jihlava et à 93 km de Prague.